# IEEE 802.10
IEEE 802.10 es un estándar anterior para las funciones de la seguridad que se podía utilizar en las redes de área local y las redes de la zona metropolitana basadas en IEEE 802.x.
802.10 da especificaciones para la gerencia en la asociación de la seguridad así como control de acceso, secreto de los datos e integridad de datos. 
El IEEE 802.10 estándares fue retirado en enero de 2004. La seguridad para las redes inalámbricas se está desarrollando en 802.11i.
El protocolo Inter-Switch de Cisco (ISL) para VLANs en Ethernet y tecnologías similares del LAN fue basado en IEEE 802.10; en este uso 802.10 ha sido substituido en gran parte por IEEE 802.1Q.
- Datos: Q2082387